# 강남 1970
"강남 1970"은 1970년대 초 서울 강남을 배경으로 부동산 개발이 본격적으로 시작된 시기, 땅 투기, 정치권력, 건달 사회를 둘러싸고 힘든 시기를 살아가는 두 남자의 내용을 담고있는 대한민국의 액션 누아르 영화이다. 개봉 전 원제는 "강남블루스"였으나, 이후 현재의 이름으로 바꾸었다. 또한 당초 2014년 11월 개봉 예정이었으나 2015년 1월 21일로 개봉 일정을 연기했다. 유하 감독의 전작 중 말죽거리 잔혹사, 비열한 거리와 함께 거리 3부작으로 불리며 거리 3부작의 마지막 작품에 해당된다.

## 줄거리
"땅 종대, 돈 용기! 끝까지 한번 가 보자!"
1970년, 강남땅을 향한 위험한 욕망이 춤추기 시작한다!
호적도 제대로 없는 고아로, 넝마주이 생활을 하며 친형제처럼 살던 종대(이민호)와 용기(김래원). 유일한 안식처였던 무허가촌의 작은 판자집마저 빼앗기게 된 두 사람은 건달들이 개입된 전당대회 훼방 작전에 얽히게 되고 그 곳에서 서로를 잃어버린다. 
3년 후, 자신을 가족으로 받아 준 조직 두목 출신 길수(정진영)의 바람과 달리, 잘 살고 싶다는 꿈 하나로 건달 생활을 하게 되는 종대. 정보와 권력의 수뇌부에 닿아있는 복부인 민마담(김지수)과 함께 강남 개발의 이권다툼에 뛰어든 종대는 명동파의 중간보스가 된 용기와 재회하고, 두 사람은 정치권까지 개입된 의리와 음모, 배신의 전쟁터. 그 한 가운데에 놓이게 되는데…

## 캐스팅

### 주요 인물
- 김종대 (배우: 이민호)

이 영화의 남주인공.
호적도 하나 없는 고아청년, 식구라고는 고아원에서 알고지낸 의붓형 용기가 전부다. 넝마주이 생활의 유일한 안식처였던 무허가촌의 작은 판자집마저 용역업체들이 끌고온 크레인에 의해 무너진후, 조폭두목 길수를 중심으로 한 건달들이 개입된 전당대회 훼방작전에 얽혔고 그곳에서 용기를 잃어버렸다. 3년후, 조폭 두목 강길수의 양아들로 평범하게 살아가고 있었지만 잘 살고 싶다는 야망이 꿈틀거렸고 그 야망은 건달생활에 발을 들이며 이후 돈과 권력의 맛에 빠져버리며 한층 심해진다. 길수의 딸 선혜를 짝사랑하고 있지만 의붓남매란 관계때문에 애써 동생으로만 여기고 있다.
- 강길수 (배우: 정진영)

이 영화의 남주인공.
한때 잘나가는 조폭이었지만 지금은 모든 음지생활을 청산한 뒤 외동딸 선혜와 세탁소 일을 하며 평범하게 살아가고 있었다. 어느날, 의붓형마저 잃어버리고 오갈 곳 없이 쩔쩔매는 종대를 데려와 양아들로 삼았다. 이후 두 아이를 차별없이 똑같은 자식으로 대하면서 거두어준다. 그런 종대가 건달생활에 심취해 삐뚤어지는 걸 누구보다도 안타깝게 여겼고 이후 그가 저지른 모든 범행을 뒤집어쓰고 자수했다.
- 강선혜 (배우: 김설현)

이 영화의 여주인공
길수의 외동딸. 피한방울 안섞인 종대를 친오빠처럼 잘 따르고 좋아하지만 애석하게도 그의 짝사랑만큼은 전혀 모르고 있다. 그래서 다른 남자와 결혼해버렸지만 행복해야 할 결혼은 도박에 중독된 남편이 돈을 잃을 때마다 돈 가져오라고 폭행을 저지르면서 지옥보다 더 끔찍한 인생이 되어버린다. 이를 알게 된 종대는 화가 머리끝까지 치밀어올라 그 남편을 밟아버린다.
- 백용기 (배우: 김래원)

이 영화의 서브 남주인공.
종대의 의붓형. 고아원에서 알고지낸 의붓동생 종대를 친동생처럼 여기고 있다. 어느날, 건달들의 전당대회 훼방작전에 얽히게 됐고 현장을 보는 순간 아랫배가 묵직해져 화장실을 다녀오겠다며 현장을 떠나버렸고 화장실에서 볼일을 보던 도중 건달들이 들이닥치자 황급히 문을 걸어잠근다. 이후 현장을 아수라장으로 만든 건달들이 철수하는 사이 종적을 감춰버렸고 3년후 명동파의 중간보스로 권력의 중심에 우뚝 선 종대하고는 적으로써 재회한다. 하지만 형제간의 우애는 그대로였기에 남들앞에서만 적대시했고 뒤에선 남몰래 의붓동생을 돕기 시작한다.

### 그 외
- 유승목 - 서태곤 역.. 정화당 전 의원
- 한재영 - 박창배 역
- 이연두 - 주소정 역
- 정호빈 - 양기택 역. 이 영화의 메인 빌런이자 최종 보스. 명동상사 전무
- 최진호 - 박승구 역. 정화당 재정위원장
- 엄효섭 - 김 부장 역 - 중앙정보부장
- 최병모 - 문 과장 역. 시청 도시개발과장
- 허성민 - 재필 역
- 이석 - 춘호 역
- 박민규 - 철승 역
- 윤종화 - 화상 역 - 본작의 서브 빌런이자 중간 보스. 장덕재의 심복.
- 김유연 - 점순 역
- 곽민호 - 민규 역
- 서우진 - 정민 역
- 장인호 - 명춘 역
- 김대종 - 병삼 역
- 박혁민 - 경표 역
- 지대한 - 장덕재 역. 본작의 서브 빌런. 영등포나이트 이사
- 정찬우 - 남순철 역
- 전배수 - 구 사장 역
- 박팔영 - 허 회장 역
- 박민규 - 철승 역
- 박기륭 - 박장군 역
- 최귀화 - 남순철파 건달 1 역
- 유정호 - 영등포 중간보스 2 역
- 송부건 - 현 영등포 간부 1 역
- 류성훈 - 현 영등포 간부 6 역
- 신창수 - 구 영등포 덩치 1 역
- 정수한 - 구 영등포 덩치 2 역
- 노수성 - 구 영등포 덩치 3 역
- 서진욱 - 박승구 십인회 역
- 주희중 - 춘호 족쟁이들 역
- 유필란 - 고관대작부인 역
- 장혁진 - 고물상주인 역
- 황성웅 - 춘호 족쟁이들 역
- 서현석 - 천변가 고교생들 역
- 윤종원 - 명동파 건자재 건달 1 역
- 송진우 - 명동파 건자재 건달 2 역
- 박광재 - 무덩가 명동 덩치 1 역
- 서왕석 - 무덩가 명동 덩치 2 역
- 임승준 - 무덩가 명동파 역
- 이진권 - 무덩가 명동파 역
- 이선구 - 무덩가 명동파 역
- 김철윤 - 무덩가 영등포파 역
- 김흥태 - 무덤가 영등포파 역
- 조선기 - 무덤가 영등포파 역
- 김경태 - 짬뽕국물 지주 역
- 서병철 - 나이트클럽 형사 1 역
- 신동력 - 구사장 패거리 1 역
- 이성우 - 구사장 패거리 2 역

### 특별출연
- 김지수 - 민성희 역 (특별출연)

## 수상
- 2015년 제51회 백상예술대상 영화부문 남자인기상 - 이민호
- 2015년 제36회 청룡영화상 인기스타상 - 이민호, 설현
- 2015년 제52회 대종상 영화제 신인남자배우상 - 이민호
- 2016년 제5회 마리끌레르 영화제 루키상 - 설현

## 참고 사항
- 이민호와 윤종화는 MBC 주말연속극 《사랑찬가》에 이어 두 번째로 호흡하였다.
- 윤종화는 2011년에 개봉한 영화 《오직 그대만》 이후로 4년만에 재회하는 작품이다.
- 이성우와 김흥태는 2014년에 개봉한 천만영화 《명량》 이후로 1년만에 재회하는 작품이다.
- 박광재, 이성우, 김흥태는 2018년에 개봉하는 영화 《성난황소》에 이어 두 번째로 호흡한다.